# Bonifay
Bonifay é a única cidade localizada no estado americano da Flórida, no condado de Holmes, do qual é sede. Foi incorporada em 1886.

## Geografia
De acordo com o United States Census Bureau, a cidade tem uma área de 10,7 km², onde 10,5 km² estão cobertos por terra e 0,2 km² por água.

### Localidades na vizinhança
O diagrama seguinte representa as localidades num raio de 24 km ao redor de Bonifay. 

## Demografia
Segundo o censo nacional de 2010, a sua população é de 2 793 habitantes e sua densidade populacional é de 264,3 hab/km². É a localidade mais populosa e a mais densamente povoada do condado de Holmes, ainda que, em 10 anos, tenha tido a maior redução populacional do condado. Possui 1 267 residências, que resulta em uma densidade de 119,9 residências/km².